# Willards
Willards – miasto w Stanach Zjednoczonych, w stanie Maryland, w hrabstwie Wicomicos.